# Galaxy Horror
Galaxy Horror (The Body Stealers) è un film del 1969 diretto da Gerry Levy. È anche noto col titolo Galaxy Horror - Anno 2001.

## Trama
Diversi paracadutisti esperti spariscono letteralmente durante un lancio. Le autorità indagano con difficoltà e allora viene richiesto l'intervento di Bob Megan, personaggio di indiscutibile valore. Ma il mistero si infittisce sempre di più fino a quando, grazie al coraggio e alle capacità di Megan e ad un piccolo aiuto inaspettato, il mistero viene risolto.

## Distribuzione
Il film è anche noto in inglese come Thin Air. In Italia il film è stato distribuito da Indipendenti Regionali nel 1970, con doppiaggio affidato alla compagnia S.A.S.

## Promozione
Secondo Fantafilm "la pubblicità fece leva sul nome di Neil Connery, fratello del già celebre Sean, qui alla seconda delle sue uniche tre prove di attore."

## Critica
Fantafilm definisce la pellicola una "bizzarra, ma poco efficace combinazione di avventure alla 007 e fantascienza, in cui George Sanders, nel ruolo del generale Armstrong, non appare del tutto a suo agio."